# Episodi di Wings (serie televisiva 1990) (settima stagione)
La settima stagione della serie televisiva Wings è stata trasmessa in anteprima negli Stati Uniti d'America dalla NBC tra il 19 settembre 1995 e il 21 maggio 1996.
| nº | Titolo originale                       | Titolo italiano | Prima TV USA      | Prima TV Italia |
| -- | -------------------------------------- | --------------- | ----------------- | --------------- |
| 1  | Burnin' Down the House (Part 1)        |                 | 19 settembre 1995 |                 |
| 2  | Burnin' Down the House (Part 2)        |                 | 26 settembre 1995 |                 |
| 3  | Death Becomes Him                      |                 | 10 ottobre 1995   |                 |
| 4  | The Person Formerly Known as Lowell    |                 | 31 ottobre 1995   |                 |
| 5  | Hooker, Line and Sinker                |                 | 7 novembre 1995   |                 |
| 6  | She's Gotta Have It                    |                 | 14 novembre 1995  |                 |
| 7  | So Long, Frank Lloyd Wrong             |                 | 21 novembre 1995  |                 |
| 8  | When a Man Loves a Donut               |                 | 28 novembre 1995  |                 |
| 9  | The Big Sleep                          |                 | 12 dicembre 1995  |                 |
| 10 | 'Twas the Heist Before Christmas       |                 | 19 dicembre 1995  |                 |
| 11 | Honey, We Broke the Kid                |                 | 2 gennaio 1996    |                 |
| 12 | B.S. I Love You                        |                 | 9 gennaio 1996    |                 |
| 13 | Sons and Lovers                        |                 | 16 gennaio 1996   |                 |
| 14 | Bye George                             |                 | 30 gennaio 1996   |                 |
| 15 | The Team Player                        |                 | 6 febbraio 1996   |                 |
| 16 | Love at First Flight                   |                 | 13 febbraio 1996  |                 |
| 17 | Lynch Party                            |                 | 20 febbraio 1996  |                 |
| 18 | One Flew Over the Cooper's Nest        |                 | 27 febbraio 1996  |                 |
| 19 | Driving Mr. DeCarlo                    |                 | 12 marzo 1996     |                 |
| 20 | A Tale of Two Sister Cities            |                 | 26 marzo 1996     |                 |
| 21 | What About Larry?                      |                 | 9 aprile 1996     |                 |
| 22 | The Lady Vanishes                      |                 | 23 aprile 1996    |                 |
| 23 | Life Could Be a Dream                  |                 | 30 aprile 1996    |                 |
| 24 | The Lyin' King                         |                 | 7 maggio 1996     |                 |
| 25 | Love Overboard                         |                 | 14 maggio 1996    |                 |
| 26 | Grouses, Houses, and Bickering Spouses |                 | 21 maggio 1996    |                 |